# Гизе, Йозеф
Йозеф Гизе (нем. Joseph Friedrich Eduard Giese; 24 ноября 1821, Кобленц — 18 мая 1903, Гаага) — нидерландский виолончелист и музыкальный педагог немецкого происхождения.
Сын чиновника. Учился в Берлине у Морица Ганца, затем путешествовал по Франции, Бельгии и Швейцарии, знакомясь с манерой видных исполнителей. Несмотря на германские корни, тяготел в большей степени к франко-бельгийской виолончельной школе, ориентируясь прежде всего на Франсуа Серве. Около 1850 года обосновался в Гааге, первоначально для работы в оркестре Французской оперы, в дальнейшем выступал также как солист и ансамблист. С 1857 г. и до конца жизни преподавал в Гаагской консерватории; среди его учеников, в частности, Хенри Босманс и Антон Хеккинг, а также собственный сын Фриц Гизе. Дочь Гизе Анна Мария также недолгое время выступала как пианистка.